# گروه چهارتایی کلاین

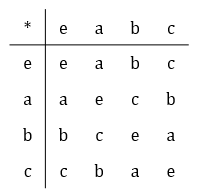
جدول عملیات تعریف شده روی یک گروه کلاین.

در جبر مجرد، گروه چهارتایی کلاین گروهی با چهار عضو و آبلی است. این گروه کوچکترین گروه نادوری است. نام گروه چهارتایی کلاین از ریاضی‌دان آلمانی فلیکس کلاین گرفته شده و معمولاً آن را با V برگرفته از واژهٔ آلمانی Viergruppe (به معنای چهار–گروه) نشان می‌دهند. در حد یک‌ریختی تنها دو گروه چهار عضوی وجود دارد. یکی گروه Z۴ با عمل جمع به هنگ چهار که دوری است و دیگری گروه کلاین است که دوری نیست.

## ویژگی‌ها
گروه چهارتایی کلاین دارای چهار عضو a و b و c و e است. که e عضو همانی است. ضرب اعضای آن به صورت زیر تعریف می‌شود:
ea = ae = a و eb = be = b و ec = ce = c و ee = e و a۲ = b۲ = c۲ = e و ab = ba = c و ac = ca = b و bc = cb = a
جدول گروه کلاین به صورت زیر است:
| * | e | a | b | c |
| - | - | - | - | - |
| e | e | a | b | c |
| a | a | e | c | b |
| b | b | c | e | a |
| c | c | b | a | e |

### ویژگی‌های ساختاری
- گروه چهارتایی کلاین آبلی است.[۳] یعنی به ازای هر دو عضو a و b گروه داریم: ab = ba
- گروه چهارتایی کلاین دوری نیست. زیرا عضوی وجود ندارد تا مولد گروه باشد. e مولد نیست، زیرا {e> = {e> که زیرگروه بدیهی گروه کلاین است. ار طرفی a و b و c نیز نمی‌توانند مولد باشند زیرا {a> = {e,a> و {b> = {e,b> و {c> = {e,c> که هر کدام زیرگروه‌های نابدیهی گروه کلاین هستند.[۴]
- هر گروه نادوری از مرتبه چهار با گروه کلاین یک‌ریخت است.[۵] به عنوان مثال Z۲ × Z۲ گروهی چهار عضوی و نادوری است که با گروه کلاین یک‌ریخت می‌باشد.